# هولي با
هولي با (مواليد 17 يوليو 1992) عداءة موريتانية مختصة بالمسافات المتوسطة.
شاركت في الألعاب الأولمبية الصيفية عام 2016 في سباق 800 متر للسيدات؛ الزمن الذي سجّلته في التصنفيات (2:43.52) لم يؤهلها للدور قبل النهائي.  أما في الألعاب الصيفية عام 2020 فقد شاركت سباق 100 متر وسجّلت زمناً قدره 15.26 وهو أفضل أداء شخصي لها. 